# Jean Buvat
Jean Buvat, född 1660 och död 1729, var en fransk memoarförfattare.
Buvat anställdes 1697 som avskrivare vid det franska kungliga biblioteket, han utgav en Journal de la régence, som innehåller värdefulla uppgifter om Ludvig XIV av Frankrike och hans tid.

## Fotnoter
1. 1 2  Bibliothèque nationale de France, BnF Catalogue général : öppen dataplattform, id-nummer i Frankrikes nationalbiblioteks katalog: 102115172, läst: 10 oktober 2015.[källa från Wikidata]